# Fred Santley
Fred Santley est un acteur américain né le 20 novembre 1887 à Salt Lake City (Utah) et mort le 14 mai 1953 à Los Angeles.

## Filmographie partielle
- 1932 : Si j'avais un million (If I Had a Million) de James Cruze, H. Bruce Humberstone,..
- 1933 : Lady Lou (She Done Him Wrong) de Lowell Sherman
- 1933 : Gloire éphémère (Morning Glory) de Lowell Sherman
- 1936 : Nick, gentleman détective (After the Thin Man) de W. S. Van Dyke
- 1937 : Pension d'artistes (Stage Door) de Gregory La Cava
- 1938 : La Folle Parade (Alexander's Ragtime Band) de Henry King
- 1941 : La Danseuse des Folies Ziegfeld (Ziegfeld Girl) de Robert Z. Leonard
- 1942 : La Glorieuse Parade (Yankee Doodle Dandy) de Michael Curtiz
- 1945 : L'Oncle Harry (The Strange Affair of Uncle Harry) de Robert Siodmak
- 1946 : Nuit et Jour (Night and Day) de Michael Curtiz
- 1946 : La Dame du lac (Lady in the Lake) de Robert Montgomery
- 1948 : Arc de Triomphe (Father of the Bride) de Vincente Minnelli
- 1948 : Acte de violence (Arch of Triumph) de Lewis Milestone
- 1950 : Le Père de la mariée (Father of the Bride) de Vincente Minnelli
- 1950 : Le Mystère de la plage perdue (Mystery Street) de John Sturges
- 1950 : Trois Petits Mots (Three Little Words) de Richard Thorpe
- 1951 : Angels in the Outfield de Clarence Brown